# Degenerirani plin
Degenerirani plin odnosno degenerirana tvar, fizičko stanje tvari gdje je struktura atoma degenerirana do urušavanja. To je plin koji je vrlo gust i gdje su međusobne udaljenosti slobodnih čestica vrlo male. Degenerirani plin mogu činiti protoni, neutroni, elektroni i općenito fermioni. Moguće su situacije izmiješanih degeneriranih elektrona i iona. Kod ove vrste plinova temperatura ne određuje tlak, nego on ovisi o gustoći. Degenerirani plin postoji u prirodi, ali ne na Zemlji. U prirodi postoji u bijelim patuljcima čiji se unutarnji dio sastoji od degenerirana plina elektrona i iona, te u neutronskim zvijezdama, koje izinutra tvori degenerirani plin neutrona. Na Zemlji se degenerirani plin može dobiti samo u laboratorijskim uvjetima na krajnje niskim temperaturama.